# Sitio Arqueológico Dos Pilas
Sitio Arqueológico Dos Pilas är en fornlämning i Guatemala.   Den ligger i departementet Petén, i den centrala delen av landet, 200 km norr om huvudstaden Guatemala City. Sitio Arqueológico Dos Pilas ligger 159 meter över havet.
Terrängen runt Sitio Arqueológico Dos Pilas är platt. Runt Sitio Arqueológico Dos Pilas är det glesbefolkat, med 15 invånare per kvadratkilometer. Närmaste större samhälle är Sayaxché, 17,1 km nordost om Sitio Arqueológico Dos Pilas. Omgivningarna runt Sitio Arqueológico Dos Pilas är en mosaik av jordbruksmark och naturlig växtlighet.